# Julia Gillberg
Julia Gillberg, född 1986, är översättare från engelska till svenska. Hon debuterade 2018 med Gwendoline Rileys roman Första kärleken. Tidigare skrev hon krönikor i branschtidningen Svensk bokhandel.

## Översatta titlar i urval
- 2018 – Riley, Gwendoline. Första kärleken. Sekwa Förlag
- 2019 – Roberts, Nora. Under fallande stjärnor. Albert Bonniers Förlag
- 2019 – Price, Rosie. Det som var rött. Sekwa Förlag
- 2021 – Keane, Mary Beth. Fråga mig igen. Albert Bonniers Förlag
- 2022 – Peters, Torrey. Detransition, baby. Albert Bonniers Förlag.